# Jehue Gordon
Jehue Augustus Gordon (* 15. Dezember 1991 in Port of Spain) ist ein Leichtathlet aus Trinidad und Tobago, der sich auf den 400-Meter-Hürdenlauf spezialisiert hat.

## Karriere
Gordon überraschte die Fachwelt, als er im Finale des 400-Meter-Hürdenlaufs bei den Weltmeisterschaften 2009 in Berlin den vierten Platz belegte und dabei den Landesrekord von Trinidad und Tobago auf 48,26 Sekunden verbesserte. Der damals 17-jährige, der im Vorjahr noch im Halbfinale der Juniorenweltmeisterschaften in Bydgoszcz ausgeschieden war, hatte seine persönliche Bestleistung innerhalb von 14 Monaten um über drei Sekunden gesteigert.
Bei den Juniorenweltmeisterschaften 2010 in Moncton wurde Gordon seiner neuen Favoritenrolle gerecht und sicherte sich den Titelgewinn in 49,30 Sekunden. Im folgenden Jahr musste er einen Rückschlag hinnehmen, als er bei den Weltmeisterschaften in Daegu den Finaleinzug um eine Hundertstelsekunde verpasste.
Im Halbfinale der Olympischen Spiele 2012 in London unterbot Gordon zum ersten Mal die 48-Sekunden-Marke und verbesserte seinen Landesrekord auf 47,96 Sekunden. Im Finale belegte er dann in 49,08 Sekunden den sechsten Platz.
Seinen größten sportlichen Erfolg feierte Gordon bei den Weltmeisterschaften 2013 in Moskau. Im Finale steigerte er seine Bestleistung auf 47,69 Sekunden und sicherte sich damit die Goldmedaille vor dem Olympiazweiten Michael Tinsley aus den Vereinigten Staaten und dem serbischen Vizeeuropameister Emir Bekrić.
Bei den Commonwealth Games 2014 in Glasgow gewann er in 48,75 Sekunden die Silbermedaille hinter dem Südafrikaner Cornel Fredericks. Außerdem kam er in der 4-mal-400-Meter-Staffel im Vorlauf zum Einsatz. Im Finale belegte die Mannschaft Trinidad und Tobagos ohne ihn den dritten Platz.
2015 war er Mitglied der 4-mal-400-Meter-Staffel von Trinidad und Tobago, die die Goldmedaille bei den Panamerikanischen Spielen in Toronto gewann. Er selbst kam jedoch nur im Halbfinale zum Einsatz und wurde im Finale durch Machel Cedenio ersetzt. Bei den Weltmeisterschaften in Peking schied Gordon über 400 Meter Hürden überraschend bereits im Vorlauf aus. Auch bei den Olympischen Spielen 2016 in Rio de Janeiro kam er nicht über die erste Runde hinaus.
Jehue Gordon lebt in Maraval, einem Vorort von Port of Spain, und wird von Ian Hypolite und Edwin Skinner trainiert. Er absolvierte ein Studium in Sportmanagement an der University of the West Indies in St. Augustine, das er 2015 abschloss.